# Igreja Presbiteriana da África Oriental
A Igreja Presbiteriana da África Oriental (em Inglês Presbyterian Church of East Africa) é uma denominação reformada presbiteriana no Quênia com entre 3.000.000 e 4.000.000 de membros. Segundo estimativas do Pew Research Center, realizado em 2010, 6% da população do Quênia era presbiteriana, o que correspondia a pelo menos 2.521.800 pessoas naquele ano.

## História

### Início
A história da Igreja Presbiteriana da África Oriental teve início em 1889, quando William Mackinnon e Alexander Bruce, fizeram planos com uma missão escocesa entre o povo Kamba e Maasai e mais tarde para o povo Kikuyu. Em 1891, a convite de William Mackinnon, Alexander Bruce e outros diretores da África Oriental Britânica, um grupo de missionários deixaram Londres e foram para a África Oriental Britânica. Estes eram Thomas Watson, o Evangelista John Greig, o John Linton, entre outros. Esses missionários chegaram em Kibwezi em outubro do mesmo ano e estabeleceram uma missão sob o nome de "Missão Escocesa do Leste Africano". Em 1892, a primeira Igreja temporária em Kibwezi foi aberta pelo Dr. James Stewart, e também a primeira escola com dois alunos.
Em 1893 o trabalho missionário foi reforçada pela chegada de John Paterson, que introduziu a agricultura de base e as primeiras sementes de café.
Devido à infestação de Kibwezi por Malária e a subsequente morte dos missionários, Thomas Watson visitou Dagoretti em 1894 para explorar a possibilidades de transferir a estação de missão. Em 1898 os missionários mudou-se de Kibwezi para Dagoretti onde eles se constituíram como a "Missão da Igreja da Escócia". Em 1900, Watson morreu de pneumonia em Kikuyu. Outros missionários notáveis  deste período incluem o Rev. Dr. John Arthur, que trabalhou com a Aliança das Missões Protestantes.

### Formação
Quando a missão foi entregue à Igreja da Escócia, encontrou crentes entre o povo Kikuyu através do trabalho de suas estações em Kikuyu e Tumutumu (1908), entre o povo Meru em Chuka, e Mwimbi, e entre as pessoas de Imenti através seu trabalho em Chogoria (1915).
Em 1920, pela autoridade da Assembléia Geral da Igreja da Escócia de 1918, uma forma de governo da Igreja foi criado e inaugurada pelo Rev. Ogilvie, com presbíteros ordenados, pelas congregações formadas em Kikuyu, Tumutumu, St. Andrew, Nairobi e do Presbitério da África Oriental Britânica, para exercer jurisdição sobre esses Congregações.
Na mesmo ano ocorreu a ordenação dos primeiros presbiteros nativos em Kikuyu. Porém só em 1926 ocorreu a ordenação dos primeiros pastores africanos: o Rev. Musa Gitau, Rev. Benjamin Githieya e o Rev. Josué Matenjwa, em Kikuyu.

### Fusões e Desenvolvimento
Em 1936, o Presbitério do Quênia foi criado para atender o trabalho colonial e continental na Assembléia Geral da Igreja da Escócia. Em 1946, a Sociedade Missionária Evangélica, uma igreja americana orientada com base na Kambui em Kiambu, se juntou ao Presbitério do Quênia. Esta fusão agiu como um catalisador para o crescimento da Igreja. Em 1952, a autoridade foi dada ao Presbitério pela Assembléia Geral da Igreja da Escócia para iniciar a conversa com o sínodo de Igreja Presbiteriana da África Oriental buscando encontrar uma base para unir o trabalho presbiteriano na África Oriental em uma Igreja . Em 1956, o Sínodo da Igreja Presbiteriana da África Oriental e o Presbitério do Quênia, declararam as congregações sobre as quais tinham vários jurisdição a união como uma única Igreja cuja constituição foi aprovada. Desde então a igreja tem crescido na região.

### Atualidade
A Igreja Presbiteriana da África Oriental tem cerca de 4.000.000 membros, sendo considerada a maior denominação presbiteriana do mundo em número de membros, mais de 1.000 igrejas, 310 paróquias e centenas de congregações. A denominação tem actualmente 54 presbitérios, divididos em 5 regiões.
A igreja não tem sínodos, a sua Assembleia Geral é formada pelos presbitérios. Estes são formados pelas sessões, que são por sua vez formadas pelas congregações.
Em 1950 a denominação começou a trabalhar na Tanzânia, e hoje existem aproximadamente 2 Presbitérios da Igrejas na África Oriental no país
Através de escolas primárias, escolas secundárias, e uma grande instituição, o Colégio Presbiteriano, que inclui um instituto de formação pastoral, o Colégio Teológico de São Paulo, a igrejas trabalha área educacional do país. Além disso, também trabalha na saúde (quatro hospitais e 25 clínicas).
A igreja teve um papel significativo no país, com muitas pessoas no governo e posições de destaque que têm escolas presbiterianas atendidos.

## Doutrina
A igreja subscreve o Credo dos Apóstolos, Credo Niceno e a Confissão de Fé de Westminster.
Embora seja ecumênica e se relacione com muitas igrejas liberais, os líderes da igreja declaram em 2014 que a igreja considera o Homossexualismo um pecado.

## Relações Inter-Eclesiásticas
A igreja faz parte do Concílio Mundial das Igrejas e da  Comunhão Mundial das Igrejas Reformadas. Tem relações com a Igreja Presbiteriana (EUA), Igreja Presbiteriana na Irlanda, Igreja da Escócia, Igreja Unida do Canadá, Igreja Presbiteriana no Canadá e Igreja Presbiteriana da Coréia (TongHap).